# Waldemar Jochelson

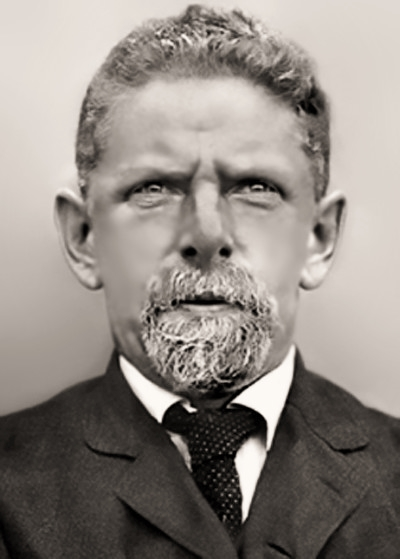
Waldemar Jochelson

Waldemar Jochelson (russisch Владимир Ильич Иохельсон, Wladimir Iljitsch Jochelson; wiss. Transliteration Vladimir Il’ič Iochelʹson); (* 14. Januarjul. / 26. Januar 1855greg. in Vilnius, Russisches Kaiserreich; † 2. November 1937 in New York City) war ein russischer Anthropologe, Ethnograph und Linguist. Als Erforscher der indigenen Völker des russischen Nordens studierte er vor allem die Sprache und Kultur der Jukagiren, Korjaken und Aleuten und gilt auch als Pionier der Archäologie des nordpazifischen Raumes. Er nahm an drei großen Expeditionen nach Ostsibirien teil.

## Leben

### Politische Tätigkeit
Im Alter von 13 Jahren kam Jochelson als Student des Rabbinerseminars in Vilnius mit sozialkritischen und revolutionären Ideen in Berührung. Er wurde Mitglied einer studentischen Gruppe um Aaron Sundelewitsch an. Unter dem Einfluss der Schriften von Nikolai Gawrilowitsch Tschernyschewski, Pjotr Lawrowitsch Lawrow und Alexander Iwanowitsch Herzen formierte sich die Narodnikibewegung, der Jochelson sich anschloss. Er erlernte das Handwerk eines Schuhmachers, um sich in die Lage der Arbeiter hineinversetzen zu können. Als die Geheimpolizei auf ihn aufmerksam wurde, entzog er sich ihrem Zugriff 1875 durch die Flucht nach Berlin. Hier arbeitete er als Dreher in einer Maschinenfabrik und besuchte öffentliche Vorträge und Veranstaltungen sozialdemokratischer Organisationen. Führende Sozialdemokraten wie Karl Kautsky und Eduard Bernstein lernte er persönlich kennen. Er begann auch publizistisch tätig zu werden, indem er Artikel über die Lage in Russland für die Zeitung Vorwärts verfasste. Ab 1876 hielt er sich illegal im Russischen Reich auf und setzte seine revolutionäre Tätigkeit als Mitglied der Narodnaja Wolja (Volkswille), zunächst in Kiew, fort. Später pendelte er zwischen Moskau und Sankt Petersburg, half bei der Fälschung von Pässen und anderen Dokumenten und schmuggelte illegale Zeitschriften. Im Sommer 1880 ging er in die Schweiz, um als Redakteur für Zeitschriften wie den Westnik Narodnoi Woli zu arbeiten. Jochelsen unterrichtete Kinder wohlhabender russischer Familien am Genfersee und begann, Geisteswissenschaften an der Universität Bern zu studieren. Nach dem erfolgreichen Attentat auf Zar Alexander II. berichtete er über die Prozesse gegen dessen Organisatoren in der Zeitung Der Sozialdemokrat. Beim Versuch der erneuten Einreise nach Russland wurde Jochelson 1885 an der Grenze verhaftet. Da man verbotene Schriften bei ihm fand, wurde er auf die Peter-und-Pauls-Festung in Sankt Petersburg gebracht. Er wurde verurteilt und nach zwei Jahren Haft in der Festung für die Dauer von zehn Jahren nach Sibirien verbannt.

### Verbannung
Jochelsons erster Verbannungsort war Oljokminsk am Oberlauf der Lena. Wegen verdächtiger Passagen in seiner Korrespondenz – er hatte in einem Brief die Meinung geäußert, die Verbannten sollten sich mit der Erforschung der einheimischen Bevölkerung beschäftigen – wurde er von den Behörden in entlegene Ortschaften im Gebiet der Kolyma geschickt. Die Lebensverhältnisse waren hier ungleich härter als in den Orten, wo es kleinere Gemeinschaften von Verbannten gab. Mit Hilfe der indigenen Bevölkerung musste er lernen, von der Jagd und dem Fischfang zu leben. Er entwickelte ein ausgeprägtes ethnografisches Interesse, lernte Jakutisch und konnte 1894 und 1895 erste Arbeiten veröffentlichen, in denen er die Möglichkeiten der Landwirtschaft in Jakutien diskutierte. 1895 wurde ihm dafür die Silbermedaille der Ethnografischen Abteilung der Kaiserlich Russischen Geographischen Gesellschaft zuerkannt.

### Wissenschaftliche Arbeit

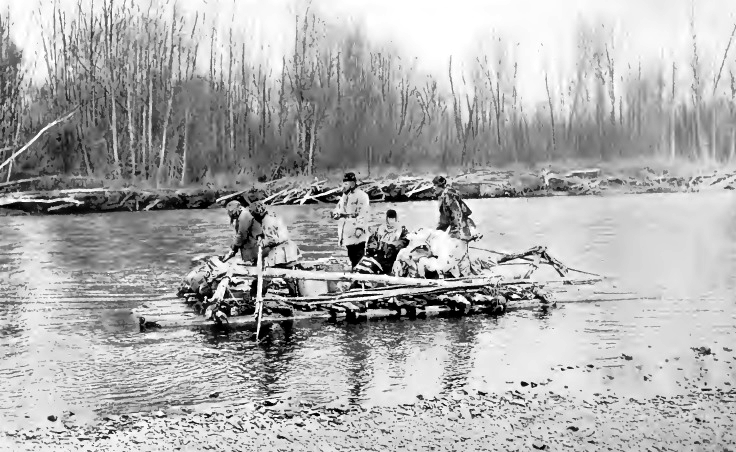
Jochelson befährt während der Jesup North Pacific Expedition den Korkodon (um 1900).

In der Verbannung lernte Jochelson Waldemar Bogoras kennen, der gleich ihm Interesse an der Ethnografie entwickelte. Mit Erlaubnis der Behörden nahmen beide von 1894 bis 1897 an einer ethnografischen Expedition der Kaiserlich Russischen Geographischen Gesellschaft teil. Diese von Innokenti Michailowitsch Sibirjakow (1860–1901) finanzierte und deshalb als Sibirjakow-Expedition bekannte Unternehmung wurde von der Ostsibirischen Abteilung der Gesellschaft in Irkutsk organisiert und nutzte das regionale intellektuelle Potenzial der oft gut ausgebildeten Verbannten. Einer der beiden Leiter der Expedition war Dmitri Alexandrowitsch Klementz, ein politischer Weggenosse Jochelsons, mit dem er ab 1875 in der revolutionären Bewegung zusammengearbeitet hatte. Zunächst galt Jochelsons Hauptinteresse den Jakuten im Kolymsker Gebiet. Erst auf späteren seiner insgesamt acht zwischen 1894 und 1897 durchgeführten Reisen beschäftigte er sich intensiv mit der Lebensweise und Sprache der Jukagiren. Die Expedition litt unter organisatorischen Schwierigkeiten, insbesondere nachdem Sibirjakow sich 1896 ins Kloster zurückgezogen hatte. Eine einheitliche Publikation der Ergebnisse kam nicht zustande, weil dafür keine Mittel verfügbar waren. Jochelson veröffentlichte erste Ergebnisse bereits 1898 in verschiedenen russischen Zeitschriften.
Nach Verbüßung seiner Strafe kehrte Jochelson nach Bern zurück, um sein Studium abzuschließen. Unter Vermittlung von Friedrich Wilhelm Radloff schloss er sich im Jahr 1900 mit seiner Frau Dina Jochelson-Brodskaja (1862–1941) sowie Bogoras und Lew Sternberg der von Franz Boas organisierten Jesup North Pacific Expedition an. Bis 1902 arbeiteten sie bei den Korjaken an der Nordküste des Ochotskischen Meeres und kurzzeitig erneut bei den Jukagiren in Werchnekolymsk. Zur Aufarbeitung seines Forschungsmaterials erhielt Jochelson bis 1907 eine Anstellung am American Museum of Natural History in New York. Nach einer kurzen Tätigkeit am Museum für Anthropologie und Ethnographie in St. Petersburg leitete er die ethnographische Abteilung der Rjabuschinski-Expedition (1908–1911), die sich auf Kamtschatka mit der Archäologie, Kultur und Sprache der Aleuten und Itelmenen beschäftigte.
Von 1912 bis 1917 war er Kurator am Petersburger Museum für Anthropologie und Ethnographie. Nach der Revolution gelang es ihm nicht, wie Bogoras und Sternberg Professor an der Petrograder Universität zu werden. 1918 wurde er Kurator am Asiatischen Museum in Petrograd. Er emigrierte 1922 in die USA, wo er vom American Museum of Natural History, das ihm umfangreiche Sammlungen verdankt, ein Stipendium erhielt. 1937 starb er in New York.

## Werke (Auswahl)
- Vorläufiger Bericht über ethnographische Forschungen unter den Völkerschaften der Bezirke von Kolymsk und Werchojansk der Provinz Jakutsk, 1898
- Über asiatische und amerikanische Elemente in den Mythen der Korjaken, 1904
- The Koryak (= Publications of the Jesup North Pacific Expedition. Band 6), zwei Bände, New York 1905, (Digitalisat)
- The Yukaghir and the Yukagirized Tungus (= Publications of the Jesup North Pacific Expedition. Band 9), drei Bände, New York 1910–1926 (Digitalisat)
- Archaeological Investigations in the Aleutian islands, Washington 1925, Reprint Salt Lake City 2002
- Peoples of Asiatic Russia, New York 1928. (Digitalisat)
- Archaeological Investigations in Kamchatka, Washington 1928 (Digitalisat)
- History, ethnology and anthropology of the Aleut, Washington, Inst. 1933
- The Yakut, New York 1933 (Digitalisat)